# Lonicera floribunda
Lonicera floribunda är en kaprifolväxtart som beskrevs av Pierre Edmond Boissier och Buhse. Lonicera floribunda ingår i släktet tryar, och familjen kaprifolväxter. Inga underarter finns listade i Catalogue of Life.